# 格奥尔基·科兹洛夫
格奥尔基·基里洛维奇·科兹洛夫（俄语：Георгий Кириллович Козлов，1903年1月1日—1970年12月21日），又译高兹洛夫，苏联军事将领，陆军中将。

## 生平
1918年加入苏联红军，曾参与俄国内战西线战役，1921年参与镇压喀琅施塔得起义，第二次世界大战期间参加苏德战争，1945年担任第39集团军副司令，占领旅大地区。在苏占旅大，担任苏联驻军司令员。1948年后，任滨海、白海、北部军区参谋长。1952年调至军事后勤与运输学院任教，1953年3月任副院长。1965年退役。